# أندرو رينولدز (عالم سياسة)
أندرو رينولدز (بالإنجليزية: Andrew Reynolds)‏ هو عالم سياسة أمريكي، ولد في 21 مايو 1967.